# Newcastle (Maine)
Newcastle és una població dels Estats Units a l'estat de Maine (EUA). Segons el cens del 2000 tenia 1.748 habitants.

## Demografia
Segons el cens del 2000, Newcastle tenia 1.748 habitants, 724 habitatges, i 493 famílies. La densitat de població era de 23,3 habitants/km².
Dels 724 habitatges en un 28,6% hi vivien nens de menys de 18 anys, en un 56,5% hi vivien parelles casades, en un 8% dones solteres, i en un 31,9% no eren unitats familiars. En el 26,4% dels habitatges hi vivien persones soles el 12,3% de les quals corresponia a persones de 65 anys o més que vivien soles. El nombre mitjà de persones vivint en cada habitatge era de 2,37 i el nombre mitjà de persones que vivien en cada família era de 2,86.
Per edats la població es repartia de la següent manera: un 22,7% tenia menys de 18 anys, un 5% entre 18 i 24, un 22,7% entre 25 i 44, un 30,8% de 45 a 60 i un 18,8% 65 anys o més.
L'edat mediana era de 45 anys. Per cada 100 dones de 18 o més anys hi havia 85,8 homes.
La renda mediana per habitatge era de 43.000 $ i la renda mediana per família de 51.250 $. Els homes tenien una renda mediana de 33.750 $ mentre que les dones 28.466 $. La renda per capita de la població era de 24.289 $. Entorn del 4,2% de les famílies i el 7% de la població estaven per davall del llindar de pobresa.